# Tsubasa Honda
Tsubasa Honda (本田 翼, Honda Tsubasa) (née le 27 juin 1992) est une actrice et mannequin japonaise.

## Carrière
Mi-2006, Honda est repérée par sept personnes différentes, ce qui devient sa raison d'entrer dans l'industrie du spectacle. Elle débute comme modèle exclusif pour le magazine Seventeen (en) la même année. En 2007, elle change de magazine, devenant modèle exclusif pour Love Berry (en). À partir de janvier 2010, elle change de nouveau pour Non-no (en).
D'avril 2012 à mai 2013, elle est assistante dans l'émission A-Studio sur TBS Television (en) présentée par Shōfukutei Tsurube II (en). En novembre 2012, elle fait ses débuts au cinéma en jouant dans le film Fashion Story: Model (en). En juillet 2013, elle apparaît comme maîtresse de cérémonie du spectacle musical Music Dragon sur NTV. Elle interprète l'héroïne dans la série TV getsuku Koinaka (en) sur Fuji TV en juillet 2015.
Elle incarne également le personnage de Winry Rockbell dans l'adaptation cinématographique du célèbre manga éponyme Fullmetal Alchemist d'Hiromu Arakawa, sorti au Japon le 1er décembre 2017 puis distribuée par Netflix à partir du 19 février 2018.

## Apparitions

### Séries TV
- 2011 : Shima Shima Episode 5 (TBS Television (en)) : lycéenne
- 2011 : Celeb Party ni Ikō (BS-TBS (en)) : Tsubasa
- 2012 : Renai Neet: Wasureta Koi no Hajimekata (en) (TBS) : Yui Kinoshita
- 2012 : Strawberry Night Episode 3 (Fuji TV) : lycéenne
- 2012 : Papadol Episode 2 (TBS) : elle-même
- 2012 : Kagi no Kakatta Heya Épisodes 10 et 11 (Fuji TV) : Shinobu Kawamura
- 2012 : GTO (KTV) : Urumi Kanzaki[7]
  - 2012 : Aki mo Oni Abare Special[8]
  - 2013 : Shōgatsu Special! Fuyuyasumi mo Nekketsu Jugyō da[9]
  - 2013 : Kanketsu-hen: Saraba Onizuka! Sotsugyō Special[10]
- 2012 : Honto ni Atta Kowai Hanashi: Natsu no Tokubetsu-hen 2012 "Akai Tsume" (Fuji TV)[11]
- 2012 : Piece (NTV) : Mizuho Suga[12]
- 2013 : Tonbi (TBS) : Kyō Matsumoto[13]
- 2013 : Vampire Heaven (en) (TV Tokyo) : Komachi[14]
- 2013 : Shomuni 2013 (en) (Fuji TV) : Shiori Maruyama[15]
- 2013 : Andō Lloyd: A.I. knows Love? (en) (TBS) : Sapuri[16]
- 2014 : Saikō no Omotenashi (NTV) : Nana Momokawa[17]
- 2014 : Henshin (WOWOW) : Ryōko Kyōgoku[18]
- 2014 : Tokyo ni Olympic o Yonda Otoko (Fuji TV) : Nina[19]
- 2015 : Kōhaku ga Umareta Hi (NHK) : Mitsue Takeshita[20]
- 2015 : Yamegoku: Yakuza Yamete Itadakimasu (en) (TBS) : Haruka Nagamitsu[21]
- 2015 : Koinaka (en) (Fuji TV) : Akari Serizawa[6]
- 2016 : Kōetsu Girl (NTV) : Toyoko Morio[22]

### Films
- 2012 : Fashion Story: Model (en) : Hinako[23]
- 2013 : Rakugo Eiga (en) "Life Rate"[24]
- 2013 : Enoshima Prism (en) : Michiru Andō[25]
- 2013 : It All Began When I Met You (en) : Natsumi Ōtomo dans "Christmas no Yūki"[26]
- 2014 : Nishino Yukihiko no Koi to Bōken (en) : Kanoko[27]
- 2014 : Ao Haru Ride : Futaba Yoshioka[28]
- 2015 : Kishūteneki Terminal (en) : Atsuko Shīna[29]
- 2016 : Shōjo : Yuki Sakurai[30]
- 2016 : Mogura no Uta Hong Kong Kyōsōkyoku : Karen[31]
- 2017 : Fullmetal Alchemist : Winry Rockbell[32]
- 2018 : Tonight, at the Movies (今夜、ロマンス劇場で, Konya, Romansu Gekijo de) de Hideki Takeuchi : Toko Naruse
- 2019 : Aircraft Carrier Ibuki (空母いぶき) de Setsuro Wakamatsu : Yuko Honda
- 2019 : The Journalist (新聞記者) de Michihito Fujii : Natsumi Sugihara

### Web-séries
- 2012 : Shinikare (NOTTV) : Marika[33]
- 2013 : Gozen 3-ji no Muhōchitai (en) (BeeTV) : Momoko Nanase[34]

### Doublage
- 2014 : Taka no Tsume 7: Jōō Heika no Jōbūbu : Mutsumi Kihara[35]
- 2019 : Weathering with You (天気の子, Tenki no ko?) de Makoto Shinkai : Natsumi

### Publicités
- Sony Interactive Entertainment - Playstation 3 (2006)[36]
- Baskin-Robbins - Satiwan Ice Cream (2007)
- KDDI - au 1seg (2007)[36]
- Odakyū (2008)[37]
- Toyota - Toyota Sai (2009)[38]
- Dydo Drinco - Dydo Blend Coffee (2011-2012)[39]
- NOTTV (2012)[40]
- East Japan Railway Company
  - TYO Thank You 25 Campaign (2012-2013)[41]
  - JR Ski Ski (2012)[42]
- Mark Styler Runway Channel (2012-2013)[43]
- Ichikura Ondine (2012)[44]
- Hoya Healthcare - Eye City (2012-2013)[45]
- Honda
  - Kurumatching (2012)[46]
  - Sensing (2015)[47]
- Pitat House Network (2012-)[48]
- Japan Construction Occupational Safety and Health Association (2012-2013)[49]
- Kyocera - Honey Bee (2012-2013)[50]
- House Wellness Foods - C1000 (2013-)[51]
- Bourbon - Fettuccine Gummy (2013)[52]
- Kao
  - Biore Sarasara Powder Sheet (2013-)[53]
  - Cape (2013)[54]
  - Marshmallow Whip (2014-)[55]
- Nintendo - Mario & Luigi: Dream Team Bros. (2013)[56]
- Aflac - Chanto Kotaeru Medical Insurance Ever/Ladies' Ever (2013)[57]
- Kanebo Cosmetics - Lavshuca (2013)[58]
- Yahoo! Japan (2014)[59]
- Nikon
  - Nikon 1 J4 (en) (2014)[60]
  - Nikon Coolpix S6900 (2014)[61]
  - Nikon 1 J5 (en) (2015)[62]
- ABC Mart
  - Puma×ABC Mart Campaign Special Movie "Everyday is Special" (2014)[63]
  - Converse (2014)[64]
  - Nuovo Cool White Sandal (2015)[65]
- Recruit - Trabāyu (2014)[66]
- Gloops - Skylock (2014)[67]
- Asahi Breweries - Clear Asahi (2015)[68]
- Square Enix - Hoshi no Dragon Quest[69]

### Clips de musique
- B'z - Eien no Tsubasa (en) (9 mai 2007)
- Base Ball Bear (en)
  - Short Hair (31 août 2011)[70]
  - Perfect Blue (13 février 2013)
- JaaBourBonz - Chikau yo (14 décembre 2011)
- Ms.Oooja - Be... (29 février 2012)
- Ikimono Gakari - Kirari (24 décembre 2014)

### Radio
- School of Lock! (Tokyo FM (en), 9 décembre 2014)[71]

### Magazines
- Seventeen (en), Shueisha 1967-, en tant que mannequin exclusif à partir de 2006
- Love Berry (en), Tokuma Shoten 2001-2012, en tant que mannequin exclusif à partir de janvier 2007 jusqu'en 2008
- Jille, Futabasha 2001-2014, de septembre 2008 à décembre 2009
- Non-no (en), Shueisha 1971-, en tant que mannequin exclusif à partir de janvier 2010
- Myōjō, Shueisha 1952-, décembre 2012-
- Men's Non-No, Shueisha 1986-, avril 2015-

### Album photo
- Hondarake Hondabon (13 octobre 2013), SDP,  (ISBN 978-4-906953-06-6)[72]